# فؤاد عالي الهمة
فؤاد عالي الهمة (مواليد 6 ديسمبر 1962) هو سياسي مغربي، مؤسس حزب الأصالة والمعاصرة وأمينه العام إلى غاية 22 فبراير 2009، الحزب الذي أحرز فوزًا كاسحًا في الانتخابات الجماعية المغربية 2009. هو مستشار بالديوان الملكي المغربي، ويعد الهمة من الشخصيات السياسية المغربية المقربة إلى الملك محمد السادس.

## حياته
علاقته المتميزة والتي كانت تربطه بالملك محمد السادس وهو ولي العهد آنذاك، وهما تلميذان بالمعهد المولوي، قد ساعدت فؤاد عالي الهمة على التدرج السريع في أسلاك المهمات الحساسة، كما كان لهذه العلاقة دور جوهري ليصبح عالي الهمة أقرب المساهمين في صنع القرار.

### مسيرته السياسية
بين 1992 إلى 1997 انتخب رئيسأ للمجلس البلدي لـمدينة بن جرير، ومستشار على الرحامنة، إقليم قلعة السراغنة من 1995 إلى 1997. وتم تعيينه في 9 نونبر 1999 كوزير منتدب لذى وزير الداخلية، وفي 7 أغسطس 2007 عزله الملك من مهامه، ليقود الحملة الانتخابية، التي فاز بها في شتنبر 2007 وأصبح مستشاراً على الرحامنة. وفي 7 ديسمبر 2011، عينه الملك مستشارا له وسط انتقادات شديدة ومعارضة، وفي نفس اليوم أعلن عن تقديم استقالته من صفوف حزب «البّام» بداعي «ضرورة الاستقلاليّة والتجرّد» جرّاء المنصب الجديد.

### قضية العفو الملكي
في أغسطس 2013 ذكرت جريدة إلباييس الإسبانية تفاصيل كيفية حصول مغتصب الأطفال المغاربة على العفو الملكي. تبدأ الرواية بأن الملك الإسباني خوان كارلوس طلب من رئيس الحكومة عبد الإله بنكيران، إمكانية تسريع نقل سجين إسباني بطنجة مُدان في قضية مخدرات إلى سجون إسبانية لظروف صحية، ورد بنكيران على الطلب بالإيجاب، معلنا بأن سائق الشاحنة سيكون في الغد بإسبانيا، ونال الخبر حيزا مهما في الصحافة الإسبانية التي اعتبرته تصرفا إيجابيا من بنكيران. وحسب إلباييس فإن فؤاد عالي الهمة، اتصل بعد يومين بسفير إسبانيا ألبرتو نافارو ليبلغه «استياءَه من طلب الملك الإسباني، النظر في حالة غارسيا من رئيس الحكومة بنكيران بدل الاتصال بالملك محمد السادس مباشرة».
استياء الهمة قوبل بجواب السفير أن إدارة السجون تابعة لرئاسة الحكومة، لكن الهمة أبلغه أن مثل هذه القضايا تحل من طرف الملك محمد السادس. فانتبه سفير إسبانيا إلى عرض الهمة فطلب من القنصليات إعداد قائمتين تضم الأولى ثلاثين سجينا والثانية 18 سجينا قصد نيل العفو، فقام شخص في القصر الملكي بجمع اللائحتين لتصبح لائحة مكونة من 48 شخصا، الأمر الذي أثار استغراب السفير الإسباني من سخاء العفو المغربي الذي طال مغتصب أطفال وبارون مخدرات.